# 休·伯德
苏珊娜·布丽吉特·伯德（英語：Suzanne Brigit Bird，1980年10月16日—），美国/以色列职业篮球运动员，曾效力于WNBA的西雅图风暴队。伯德在2002年WNBA选秀中成为选秀状元。